# Alberto Abdala

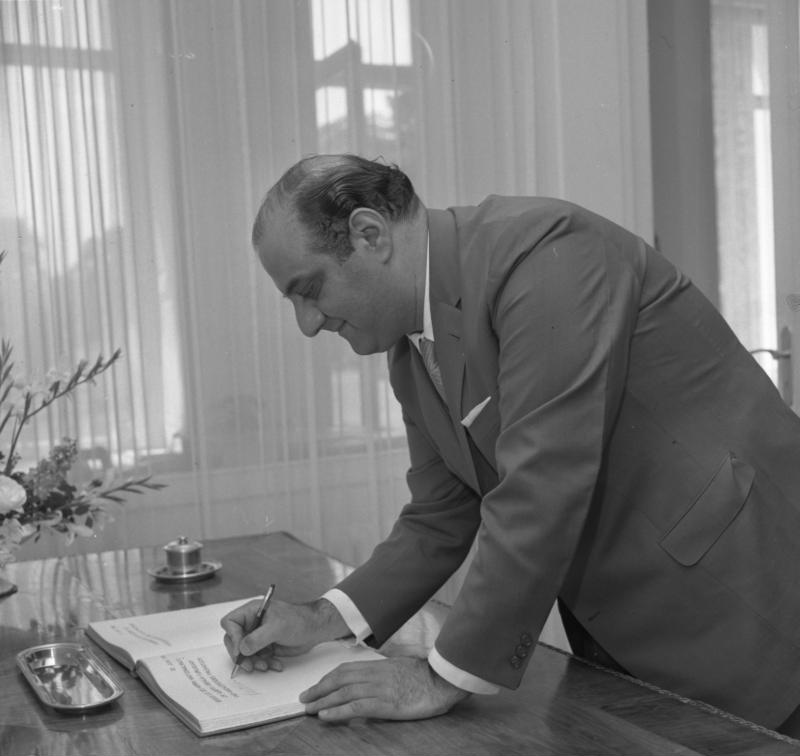
Alberto Abdala (1966)

Alberto Abdala (* 8. April 1920 in Maldonado; † 13. Januar 1986) war ein uruguayischer Politiker, Rechtsanwalt und Maler.

## Leben

### Ausbildung und beruflicher Werdegang
Abdala absolvierte seine Schulausbildung in Maldonado. Anschließend folgte ein Studium der Rechts- und Sozialwissenschaften in Montevideo. Dort wurde er 1946 promoviert und erhielt seine Anwaltszulassung. In der Folge war er ab 1947 als Professor an der rechts- und sozialwissenschaftlichen Fakultät der Universidad de la República tätig. Neben seiner umfangreichen Dozententätigkeit verfasste er auch vielbeachtete Publikationen. Dazu gehören beispielsweise "Enseñanza Obligatoria de la Democracia" und " Historia del Derecho Romano".

### Politische Laufbahn
Der Jurist, der der Partido Colorado und innerhalb dieser der Lista 15 angehörte, befasste sich bereits früh mit der Politik. Von 1949 bis 1951 war er als Sekretär in der Präsidentschaftskanzlei (Presidencia de la República) tätig.
In der Folge nahm er für das Departamento Montevideo in der 36. und 37. Legislaturperiode im Zeitraum vom 14. Februar 1951 bis 17. Mai 1956 und vom 28. Mai 1957 bis 14. Februar 1959 ein Mandat als Abgeordneter wahr. Zwischen diesen beiden Phasen als Volksvertreter in der Cámara de Representantes übte er ab dem 16. Mai 1956 bis zu seinem Rücktritt am 28. Mai 1957 das Amt des Innenministers von Uruguay aus. Sein Nachfolger in dieser Position wurde Héctor Grauert. Mit diesem lieferte er sich am 29. August 1957 im Parlament eine handgreifliche Auseinandersetzung, die nur durch das Einschreiten anderer Abgeordneter beendet werden konnte. In der 38. (15. Februar 1959 – 13. Juli 1959; 23. September 1959 – 17. Oktober 1961; 5. Dezember 1961 – 14. Februar 1963) und der 40. (2. März 1967 – 14. Februar 1972) Legislaturperiode war er Mitglied in der Cámara de Senadores. Hier hatte er in den Jahren 1967 bis 1971 die Funktion des Senatspräsidenten inne und war nach dem Tod des Präsidenten Oscar Gestidos ab dem 8. Dezember 1967 Vizepräsident unter Jorge Pacheco Areco. Auch war Abdala Consejero Nacional de Gobierno und zeitweise zudem interimsweise Außenminister Uruguays.